# Baraize
Baraize – miejscowość i gmina we Francji, w Regionie Centralnym, w departamencie Indre.
Według danych na rok 1990 gminę zamieszkiwało 337 osób, a gęstość zaludnienia wynosiła 21 osób/km² (wśród 1842 gmin Regionu Centralnego Baraize plasuje się na 809. miejscu pod względem liczby ludności, natomiast pod względem powierzchni na miejscu 833.).